# Dragojnovo
Dragojnovo (bulgariska: Драгойново) är ett distrikt i Bulgarien.   Det ligger i kommunen Obsjtina Părvomaj och regionen Plovdiv, i den centrala delen av landet, 180 km sydost om huvudstaden Sofia.
Trakten runt Dragojnovo består till största delen av jordbruksmark. Runt Dragojnovo är det ganska tätbefolkat, med 58 invånare per kvadratkilometer.